# مهدی بجستانی
مهدی بجستانی (زادهٔ ۱۳۵۳) بازیگر ایرانی است. او در سال ۱۳۵۳ در شهر بجستان متولد شد. همچنان وی در مدرسه آیت الله مدنی در رشته ریاضی تدریس کرد. و در نوجوانی وارد عرصه سینما شد.

## آثار
- یه روز خوب میاد (۲۰۲۴) در نقش مربی
- تاتامی (۲۰۲۳) در نقش عمار حسینی
- عنکبوت مقدس (۲۰۲۲) به نویسندگی و کارگردانی علی عباسی.[۲] در نقش سعید
- سریال نجوا ۱۳۹۷
- فیلم نرگسی ۱۳۹۷
- اعتراف اعتراف ۱۳۹۶
- نمایش قطار سانست لیمیتد به کارگردانی فرانک حیدریان سالن استاد انتظامی خانه هنرمندان. مهر و آبان و اجرای مجدد در تماشاخانه ارغنون آذر و دی ۱۳۹۶.
- شهرزاد (فصل دوم) ۱۳۹۵
- ژولیوس سزار، به روایت کابوس، (۱۳۹۴)، نغمه ثمینی، کارگردانی، کیومرث مرادی، تهران.
- طعم شیرین خیال ۱۳۹۳
- چیزهایی هست که نمی دانی ۱۳۸۹
- آدمکش ۱۳۸۸
- دان کامیلو (۱۳۸۵)، نویسندگی و کارگردانی کورش نریمانی، تهران.
- مرد غیرمنتظره، ۱۳۸۴، یاسمینا رضا، کارگردانی وحید رهبانی، تهران.
- شهرهای نامرئی (۱۳۸۴)، اکبر علیزاد، کارگردانی حسن مجونی، تهران.
- الوتریا (۱۳۸۴)، ساخته ساموئل بکت، کارگردانی وحید رهبانی و محمدرضا جوزی تهران.
- مثل خون برای استیک (۱۳۸۳)، ساخته محمد چرمشیر، کارگردانی حسن معجونی، تهران.
- بینوایان (۱۳۸۱)، ساخته ژان آنولی، کارگردانی حمید مظفری، تهران.
- کرگدن (۱۳۸۰)، اثر یوژن یونسکو، کارگردانی وحید رهبانی، تهران.
- در انتظار گودو (۱۳۷۷)، ساموئل بکت، کارگردانی وحید رهبانی، تهران و پاریس.
- دایره گچی قفقازی، ۱۳۷۶، اثر برتولت برشت، کارگردانی حمید سمندریان، تهران.
- راه طی شده/ظهر روز دهم راه طی شده/ظهر روز دهم